# Countdown to Extinction
Countdown to Extinction je páté studiové album americké thrashmetalové skupiny Megadeth. Vydalo jej dne 6. července 1992 hudební vydavatelství Capitol Records a jeho producentem byl Max Norman s frontmanem skupiny Davem Mustainem. Nahráno bylo od ledna do dubna 1992 ve studiu The Enterprise v Burbanku v Kalifornii. V žebříčku UK Albums Chart se album umístilo na páté příčce; v Billboard 200 na druhé.

## Seznam skladeb
| Pořadí | Název                      | Autor                                          | Délka |
| ------ | -------------------------- | ---------------------------------------------- | ----- |
| 1.     | Skin o' My Teeth           | Dave Mustaine                                  | 3:14  |
| 2.     | Symphony of Destruction    | Mustaine                                       | 4:02  |
| 3.     | Architecture of Aggression | Mustaine, David Ellefson                       | 3:34  |
| 4.     | Foreclosure of a Dream     | Mustaine, Ellefson                             | 4:17  |
| 5.     | Sweating Bullets           | Mustaine                                       | 5:03  |
| 6.     | This Was My Life           | Mustaine                                       | 3:42  |
| 7.     | Countdown to Extinction    | Mustaine, Ellefson, Nick Menza, Marty Friedman | 4:16  |
| 8.     | High Speed Dirt            | Mustaine, Ellefson                             | 4:12  |
| 9.     | Psychotron                 | Mustaine                                       | 4:42  |
| 10.    | Captive Honour             | Mustaine, Ellefson, Menza, Friedman            | 4:14  |
| 11.    | Ashes in Your Mouth        | Mustaine, Ellefson, Menza, Friedman            | 6:10  |

## Obsazení
- Dave Mustaine – zpěv, kytara
- Marty Friedman – kytara, doprovodné vokály
- David Ellefson – baskytara, doprovodné vokály
- Nick Menza – bicí, doprovodné vokály